# جی‌آربی ۹۷۰۲۲۸
 جی‌آربی ۹۷۰۲۲۸ اولین انفجار پرتوی گامایی بود که از روی تابش بعد از انفجار کشف شد. این انفجار در ۲۸ فوریه ۱۹۹۷ در ۰۲:۵۸ UTC کشف شد. از سال ۱۹۹۳ فیزیکدان‌ها پیش‌بینی کرده بودند که هر انفجار پرتوی گاما تابشی بعد از انفجار خواهد داشت (به غیر از تابش انفجار) که مدت‌ها باقی خواهند ماند و در همه طیف‌های الکترومغناطیسی دیده خواهد شد. این انفجار در یک کهکشان با فاصله ۸٫۱ میلیون سال نوری صورت گرفت که انتقال قرمز آن به صورت z = ۰٫۶۹۵ است.